# 4,6 × 30 mm

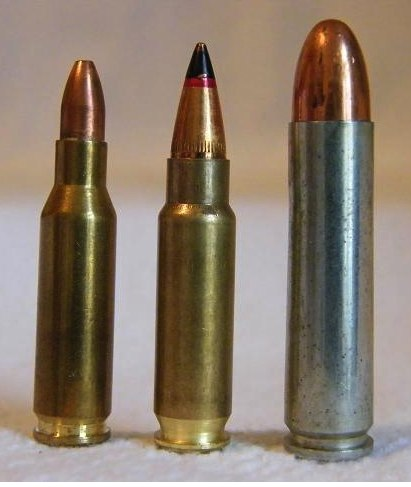
(Da sinistra a destra) Una 4,6 × 30 mm a confronto con una FN 5,7 × 28 mm ed una .30 Carbine

Analisi di una cartuccia 4,6 × 30 mm

La cartuccia 4,6 × 30 mm è una munizione utilizzata per la pistola semiautomatica Heckler & Koch UCP e per la pistola mitragliatrice Heckler & Koch MP7.

## Caratteristiche
La cartuccia 4,6 × 30 mm è più leggera rispetto ad altre di dimensioni simili e sviluppa un rinculo minore, aumentando però il potere d'arresto e la capacità di penetrazione di un giubbotto antiproiettile.
Esteticamente è caratterizzata da un bossolo a collo di bottiglia e da un proiettile a punta in acciaio rivestito in ottone.

## Storia
La cartuccia è stata sviluppata nel 2001 per essere una concorrente della 5,7 × 28 mm prodotta dalla Fabrique Nationale de Herstal.
Ad un confronto diretto la 4,6 × 30 mm sparata dall'MP7 risulta più veloce e con una maggiore gittata rispetto alla 5,7 × 28 mm sparata dalla P90.